# Ken Hudson
Kenneth Samuel „Ken“ Hudson (* 24. September 1939 in Pittsburgh, Pennsylvanien; † 9. Mai 2012 in Atlanta, Georgia im Alter von 72 Jahren und 228 Tagen) war ein US-amerikanischer Basketball-Schiedsrichter, Sportfunktionär, Vertriebsleiter und Direktor für Öffentlichkeitsarbeit der Coca-Cola Company.

## Biographie
Hudson wurde als Sohn von John und Jane Hudson geboren und wuchs in einem weißen Mittelschichtsviertel auf. Er besuchte die Westinghouse High School, in deren Ruhmeshalle er als Mitglied aufgenommen wurde. Ihm wurde ein Baseball-Sportstipendium der Central State University in Wilberforce, Ohio gewährt, einem Historisch schwarzen College. Dort gehörte die Betreuung des Basketballteams zu seinen Aufgaben, in deren Folge er zum Schiedsrichter ausgebildet wurde. Nach dem College führte ihn seine Arbeit für Gulf Oil nach Boston. Er war bereits vorher mit den Boston-Celtics-Spielern Sam Jones und Bill Russell bekannt und freundete sich mit letzterem an. Da Hudson ehrenamtlich als Basketballschiedsrichter im Boys & Girls Club arbeitete, einer landesweiten Nachmittagsbetreuung für Kinder und Jugendliche, machte Russel ihn mit Red Auerbach bekannt, der ihn Trainingsspiele der Boston Celtics pfeifen ließ. Bald setzte ihn die NBA in Sommer-Camps der New York Knicks ein und 1968 wechselte Hudson nicht nur als Vertriebsleiter zur Coca-Cola Company, der er 22 Jahre lang treu bleiben sollte, sondern war im selben Jahr auch der erste afroamerikanische Schiedsrichter eines im Fernsehen übertragenen NBA-Spiels. Er blieb vier Jahre Referee, bis Coca-Cola ihn aufforderte, sich für eine der beiden Karrieren zu entscheiden. 1988 versetzte ihn Coca-Cola nach Atlanta, doch er kehrte 1990 zurück nach Boston und wurde mit Segen des Besitzers Vizepräsident, erklärte aber nach nur einem Jahr seinen Rücktritt. Ab 2002 begutachtete und bewertete er im Auftrag der NBA die Leistung der NBA-Referees. Ken Hudson verstarb 2012 im Hospiz an Prostata-Krebs.
Hudson war der Autor von A Tree Stump in the Valley of Redwoods, seiner Biographie, die auch als Motivationsratgeber taugt. Er war 1972 der Gründer des Boston-Shootout High School-Turniers der Amateur Athletic Union und stieß zahlreiche andere Jugendprogramme an. Ken Hudson wurde für sein Engagement 2009 mit dem Mannie Jackson Basketball's Human Spirit Award der Naismith Memorial Basketball Hall of Fame ausgezeichnet.